# R-16
R-16 (NATO: SS-7 Saddler) – radziecki dwustopniowy międzykontynentalny pocisk balistyczny (ang. oznaczany typu ICBM). Pierwszy udany lot rakiety odbył się 2 lutego 1961. Pierwszy pocisk wszedł do służby 1 listopada 1961. Rakiety zakończyły służbę w latach 1976-77 w związku z wejściem w życie SALT I. Największa liczba pocisków, 202 sztuki, było czynnych w 1965.
Awaria takiej rakiety była przyczyną katastrofy w Bajkonurze, 24 października 1960, w której zginęło 126 osób.
R-16 jest określany jako pocisk pierwszej generacji, prezentujący duży postęp wobec pocisku R-7, tzw. generacji zerowej. Był jednak bardzo podatny na rażenie rakietami głównego przeciwnika ZSRR, Stanów Zjednoczonych Ameryki. Pociski były gromadzone w hangarach, podatnych na bomby lotnicze i rakiety. Wytoczenie rakiety, jej zatankowanie i przygotowanie do startu zajmowało około trzech godzin. Pocisk mógł pozostawać zatankowanym 30 dni, z powodu bardzo korozyjnych własności utleniacza AK-27I składającego się z kwasu azotowego i tetratlenku diazotu, jednego ze składników paliwa. Przed wystrzeleniem rakiety konieczne było też rozpędzenie żyroskopów układu naprowadzania, co zajmowało dodatkowe 20 minut.
Promień błędu pocisku wynosi 2,7 km.
Od 1963 rakiety R-16, w wariancie R-16U, były umieszczane w silosach, po trzy silosy w jednym ośrodku startowym. Zbudowano około 69 silosów.
W czasie kryzysu kubańskiego ZSRR dysponował około 50 rakietami R-16, chociaż do lotu było gotowych około 20 sztuk.

R-16U